# Poodle Springs
Poodle Springs is een Amerikaanse misdaadfilm uit 1998 onder regie van Bob Rafelson. Het scenario is gebaseerd op de gelijknamige roman van Raymond Chandler en Robert B. Parker.

## Verhaal
De privédetective Philip Marlowe is onlangs getrouwd en wil een rustig leven gaan leiden. Hij raakt spoedig echter alweer verwikkeld in een moord- en afpersingszaak in de hogere kringen van Los Angeles.

## Rolverdeling
| Acteur             | Personage                      |
| ------------------ | ------------------------------ |
| James Caan         | Philip Marlowe                 |
| Dina Meyer         | Laura Parker-Marlowe           |
| David Keith        | Larry Victor / Charles Nichols |
| Tom Bower          | Arnie Burns                    |
| Julia Campbell     | Miriam Blackstone-Nichols      |
| Brian Cox          | Clayton Blackstone             |
| Nia Peeples        | Angel                          |
| Sam Vlahos         | Eddie Garcia                   |
| Michael Laskin     | Manny Lipshultz                |
| David Byrd         | Seymour                        |
| Joe Don Baker      | P.J. Parker                    |
| Royce D. Applegate | Ivan                           |
| Billy Beck         | Oude man in de gevangenis      |
| Gary Bullock       | Commandant                     |
| Michael Cooke      | Commandant                     |